# Finlayson
Finlayson Oy [ˈfɪnlɛɪsən] — финская текстильная компания, основанная в 1820 году, которая разрабатывает и производит ткани и текстильные изделия для интерьера под одноименным брендом. Компания владеет собственной торговой сетью, в которую входят в общей сложности 22 фирменных магазина на территории Финляндии и Швеции, магазин при заводе, а также интернет-магазин. В конце 2018 года в компании работало 164 человек и чистый объем продаж составил около 31,2 миллионов евро. Штаб-квартира компании находится в Салмисаари, в Хельсинки. Генеральным директором Finlayson с июня 2014 года является Юкка Курттила.

### История
Компания «Финлейсон» начала свою деятельность в 1820 году в Тампере с маленького завода шотландца Джеймса Финлейсона, который производил кардочесальные и прядильные машины для шерсти и льна. Бизнес шёл плохо, машины не пользовались спросом, и Финлейсон в 1828 году перешел от изготовления машин к собственно изготовлению хлопковых и шерстяных нитей и тканей, и производство превратилось в фабрику хлопчатобумажной продукции. Уже в 1831 году произведённая на фабрике хлопчатобумажная продукция расходилась по всей Финляндии. Хлопковая фабрика в 1840-е годы стала крупнейшей в Финляндии, а в 1850—1920-е годы — крупнейшей в Северных странах. В 1836 году, будучи уже в пожилом возрасте, Джеймс Финлейсон продал свою фабрику бизнесмену из Ревеля Карлу Самуэлю Ноттбеку и судебному советнику Георгу Адольфу Рауху, однако ещё несколько лет продолжал работать на фабрике советником, прежде чем вернуться на родину. У фабрики была хорошая деловая репутация, и Финлейсон при продаже активов поставил условие сохранить его имя в названии компании. Новым названием компании стало Finlayson & Co.
Фабрика «Финлейсон» в центре Тампере на реке Таммеркоски стала передовым градообразующим предприятием, вокруг которого выросла городская инфраструктура: жилые дома, школа, больница, библиотека и церковь. Фабрика открыла первый сберегательный банк и кооперативный магазин в Тампере. В 1882 году на фабрике появились первые электрические фонари в скандинавских странах. К началу XX века в компании работало около 3300 человек.
В 1934 году Finlayson приобрел у Исака Юлина 50,1 процента акций Forssa Limited. В 1964 году Vaasan Puuvilla Oy была объединена с компанией Finlayson. Основанная в 1856 году компания Vaasan Puuvilla владела хлопковой прядильной, ткацкой, красильной, швейной и отделочной фабриками в городе Вааса. Последнее слияние с Porin Puuvilla Oy произошло в 1973 году. Эта компания, основанная в 1898 году, владела хлопкопрядильной, ткацкой и красильной фабрикой в Пори, в районе Исосанна, на северном берегу реки Кокемяенйоки. В связи с этим слиянием компания была разделена на Finlayson-Forssa Ab Oy и Finlayson Ab Oy. Первое подразделение специализировалось на тканях для спецодежды, второе — на текстиле для интерьера. В ноябре 2008 года Finlayson-Forssa Oy объявила о банкротстве, производство на фабрике остановилось 23 января 2009 года. Компания, производящая ткани для спецодежды, не получила достаточного количества заказов, после того как бывший главный заказчик, Министерство обороны, решило заказать ткань для формы в Юго-Восточной Азии. В связи с банкротством Finlayson Oy заверила, что банкротство Finlayson-Forssa не повлияет на деятельность Finlayson Oy, производителя интерьерного текстиля. Однако в январе 2009 года компания объявила о начале переговоров о сокращении персонала, а в марте о закрытии производства. Оно было остановлено в сентябре 2009 года, но модельный отдел компании и логистический центр остались в городе. Собственный логистический центр Finlayson закрыли весной 2019 года, и его функции перешли к Posti Oyj. Часть фабричной территории Finlayson до сих пор располагается на берегу Таммеркоски в центре Тампере. В 2019 году Finlayson приобрел в собственность бренды Reino и Aino производящие домашние тапочки.

### Дизайнеры
В группу дизайнеров Finlayson входят Сами Вулли, Ану Канерво и Осми Коскинен. Кроме того, продукты Finlayson разрабатываются многими внештатными дизайнерами. Известные принты Finlayson были придуманы, например, Айни Ваари (Коронна 1958, Тайми 1961), Пиркко Хаммарберг (Оптинен омена 1973) и Эйне Леписто (Аалто 1977). Предметы интерьера производства Finlayson были награждены знаком «Design from Finland» за оригинальный финский дизайн, а многие продукты были разработаны в сотрудничестве с Ассоциацией по аллергии и астме.

### Ответственность
Концепция Finlayson — быть самой прозрачной текстильной компанией в мире. Компания в рамках работы над достижением этой цели, обнародовала целевую программу устойчивому развитию, которая будет действовать до 2020 года. В рамках кампании по утилизации сырья компания также собирала бывшие в употреблении изделия для переработки и например, махровые полотенца изготовлялись из переработанной джинсовой ткани, коврики — из старых пододеяльников. Компания была выбрана самым ответственным представителем отрасли в течение двух лет подряд (2016—2017 гг.) в рамках опроса «Sustainable Brand Index».

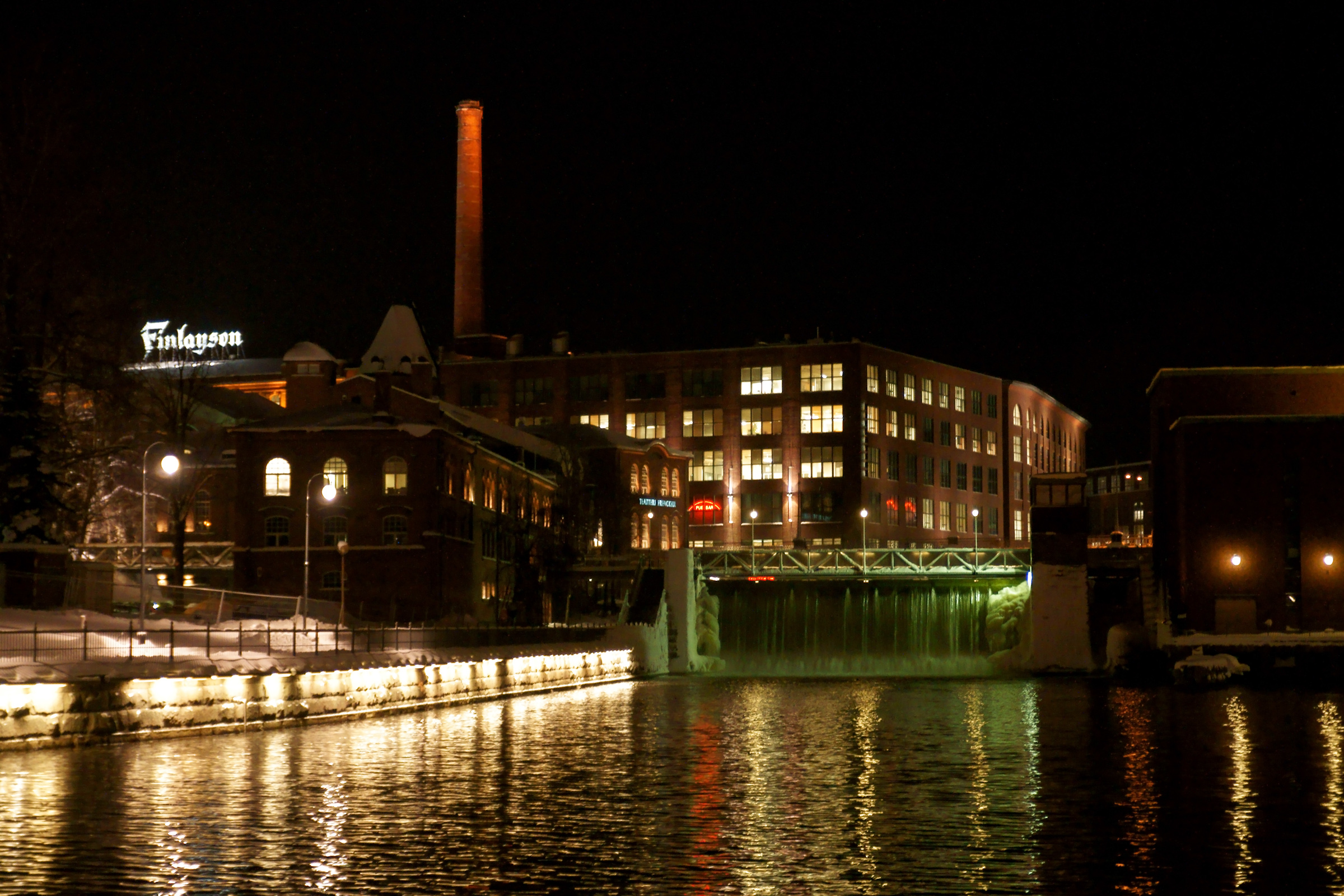
Здание фабрики «Финлейсон» на Таммеркоски

### Критика
В августе 2017 года Finlayson объявил, что проведет недельную кампанию, которая даст женщинам-покупателям 17 % скидку на их покупки, в то время как мужчины-покупатели будут платить обычную цену. Разница цены товара между мужчинами и женщинами, были пожертвованы Союзу женщин. Цель кампании, согласно руководству, состояла в том, чтобы стимулировать дебаты о разрыве в оплате труда между мужчинами и женщинами. Инициатива компании привлекла большое внимание в социальных сетях, и некоторые комментаторы поставили под сомнение законность кампании. Генеральный директор компании Юкка Курттила заявил, что кампания осознанно нарушает закон о равенстве и идет на «сознательный и преднамеренный риск». Омбудсмен по вопросам равенства получил в общей сложности 16 жалоб и множество звонков, но не решил законность кампании. Однако он заявил, что ситуация требует объяснений.